# Золотарёва, Юлия Николаевна
Юлия Николаевна Золотарёва (род. 5 октября 1987, Чита) — российская самбистка и дзюдоистка, призёр чемпионатов России по самбо, мастер спорта России. Серебряный призёр чемпионата России по ката.

## Биография
Родилась 5 октября 1987 года в Чите. Увлеклась дзюдо в 1996 году. Её первым тренером был Н. А. Буйневич. С 2008 года тренировалась в Омске, где её тренером был Виктор Иващенко. С 2005 года начала заниматься тренерской деятельностью. С 2010 года — тренер-преподаватель в ЦОП «Тюмень-дзюдо». Выпускница Сибирского государственного университета физической культуры и спорта 2010 года по специальности «Физическая культура и спорт».

## Спортивные достижения
- Мемориал Владимира Гулидова 2011 года, до 70 кг — ;
- Мемориал Владимира Гулидова 2011 года, абсолютная категория — ;
- Мемориал Владимира Гулидова 2012 года — ;
- Чемпионат России по самбо среди женщин 2013 года — ;
- Чемпионат России по самбо среди женщин 2014 года — ;